# Окерлинд, Нильс
Нильс Эрик Окерлинд (швед. Nils Erik Åkerlindh, 31 марта 1913 — 23 апреля 1992) — шведский борец, чемпион Европы.

## Биография
Родился в 1913 году в Севалле. В 1935 году стал обладателем бронзовой медали чемпионата Европы по вольной борьбе. В 1936 году на Олимпийских играх в Берлине занял 4-е место на соревнованиях по вольной борьбе. В 1937 и 1939 годах становился чемпионом Европы по греко-римской борьбе.